# جونغ هو-جونغ
جونغ هو-جونغ (هانغل: 정호정) هو لاعب كرة قدم كوري جنوبي في مركز الدفاع، ولد في 1 سبتمبر 1988 في كوريا الجنوبية. لعب مع نادي سونغنام ونادي غوانغجو.

## وصلات خارجية
- جونغ هو-جونغ على موقع دوري كوريا الجنوبية (الإنجليزية)
- جونغ هو-جونغ على موقع قاعدة بيانات كرة القدم.إي يو (الإنجليزية)
- جونغ هو-جونغ على موقع Soccerway.com (الإنجليزية)